# Заріччя (Бердичівський район)
Зарі́ччя (в минулому — Баламутівка) — село в Україні, у Ружинській селищній територіальній громаді Бердичівського району Житомирської області. Населення становить 2178 осіб. Південне передмістя Ружина, відділене від нього річкою Роставиця.

## Географія
Селом пролягає автошлях Т 0606. Неподалік села розташований ботанічний заказник «Карачина гора».

## Населення

### Мова
Розподіл населення за рідною мовою за даними перепису 2001 року:
| Мова       | Кількість | Відсоток |
| ---------- | --------- | -------- |
| українська | 2162      | 99.27 %  |
| російська  | 16        | 0.73 %   |
| Усього     | 2178      | 100 %    |

## Історія
На кінець ХІХ ст. — у власності Антона Злотницького.
Станом на 1885 рік у колишньому власницькому селі Баламутівка, центрі Ружинської волості Сквирського повіту Київської губернії, мешкало 1055 осіб, налічувалось 118 дворових господарств, існували православна церква та постоялий будинок.
За переписом 1897 року кількість мешканців зросла до 1990 осіб (1003 чоловічої статі та 987 — жіночої), з яких 1673 — православної віри.
У 1923—54 роках — адміністративний центр Баламутівської сільської ради Ружинського району.
12 червня 2020 року, відповідно до розпорядження Кабінету Міністрів України № 711-р «Про визначення адміністративних центрів та затвердження територій територіальних громад Житомирської області», територію та населені пункти Ружинської селищної ради Ружинського району включено до складу Ружинської селищної територіальної громади Бердичівського району Житомирської області.

## Відомі люди
- Кольченко Павло Іванович (?—1918) — учасник бою під Крутами
- Семенюк-Самсоненко Валентина Петрівна (1957—2014) — український політик.